# 黒田陽子
黒田 陽子（くろだ ようこ、1965年11月10日 - ）は、大阪府茨木市出身の元女子プロボクサー。本名及び旧リングネームは平木 陽子（ひらき ようこ）。花形ボクシングジム所属。階級はアトム級。2008年のJBCライセンス取得当時、同門の猪崎かずみに次いで2番目の高齢選手であった。

## 来歴
2007年2月12日、郷岬戦にて本名でデビュー、判定負け。
6月24日、2戦目となる神田桃子戦よりリングネームを「黒田陽子」に改名。
11月10日、星畑裕香戦で初勝利。
2008年7月、JBCボクサーライセンス取得。
11月11日、JBCデビュー戦として、タレント出身の松島利也子と対戦。TKO勝利で飾る。
2009年6月8日、越石優に1-2判定負け。
12月9日、世界ランカーの伊藤まみと対戦。セミファイナルとして組まれたこの試合は1回に日本女子プロボクシング史上初のダブルノックダウンとなる激闘を繰り広げるが、判定負け。この試合を最後にプロボクサーとしては引退。
しかし、2010年9月に「プロトライアルマッチ」が開始されると、競技に復帰。第一線からは退いたものの、その後もトライアルマッチを重ねていた。

## 戦績
- プロボクシング:6戦 2勝 1KO 4敗
- JBC公認後:3戦 1勝 1KO 2敗

| 戦           | 日付           | 勝敗 | 時間    | 内容    | 対戦相手                 | 国籍 | 備考           |
| ------------ | -------------- | ---- | ------- | ------- | ------------------------ | ---- | -------------- |
| 1            | 2007年2月12日  | 敗北 | 4R      | 判定0-2 | 郷岬(代々木ブルースカイ) | 日本 | プロデビュー戦 |
| 2            | 2007年6月24日  | 敗北 | 4R      | 判定0-3 | 神田桃子(山木)           | 日本 |                |
| 3            | 2007年11月10日 | 勝利 | 4R      | 判定3-0 | 星畑裕香                 | 日本 |                |
| 4            | 2008年11月11日 | 勝利 | 2R 1:52 | TKO     | 松島利也子(新田)         | 日本 |                |
| 5            | 2009年6月8日   | 敗北 | 4R      | 判定1-2 | 越石優(山神)             | 日本 |                |
| 6            | 2009年12月9日  | 敗北 | 4R      | 判定0-3 | 伊藤まみ(新宿イマオカ)   | 日本 |                |
| テンプレート |                |      |         |         |                          |      |                |